# Galium brachyphyllum
Galium brachyphyllum är en måreväxtart som beskrevs av Schult.. Galium brachyphyllum ingår i släktet måror, och familjen måreväxter. Inga underarter finns listade i Catalogue of Life.